# Ctenomys osvaldoreigi
Туко-туко Райга (Ctenomys osvaldoreigi) — вид гризунів родини тукотукових. Вид відомий по одній місцевості в Естансіа-Сан-Луіс провінції Кордова, вище 2000 м над рівнем моря на гірському хребту Сьєррас Ґрандес (ісп. Sierras Grandes) Аргентина на високогірних луках. Кількість населення дуже невелика.

## Етимологія
Вид названий на честь доктора Освальдо Райга (Osvaldo A. Reig, 1929-1992)